# BRIT Awards 2001
Die BRIT Awards 2001 wurden am 26. Februar 2006 im Londoner Earls Court verliehen. Die Moderation übernahm das Moderatoren-Duo Ant & Dec.
Erfolgreichster Künstler mit drei gewonnenen Preisen war Robbie Williams. Bei den Nominierungen lag Craig David mit sechs Nominierungen vorne, gewann jedoch keinen Preis.

## Liveauftritte
| Künstler        | Songs                                        |
| --------------- | -------------------------------------------- |
| Coldplay        | Trouble                                      |
| Craig David     | Fill Me In                                   |
| Destiny’s Child | Independent Women Part I                     |
| Eminem          | The Real Slim Shady                          |
| Hear’Say        | Pure and Simple                              |
| Robbie Williams | Rock DJ                                      |
| Sonique         | It Feels So Good                             |
| Westlife        | Uptown Girl                                  |
| U2              | One Beautiful Day Until the End of the World |

## Gewinner und Nominierte
| British Album of the Year (präsentiert von Samuel L. Jackson) | Soundtrack/Cast Recording |
| --- | --- |
| - Coldplay – Parachutes - Radiohead – Kid A - Robbie Williams – Sing When You’re Winning - Craig David – Born to Do It - David Gray – Lost Songs | - American Beauty - Air – The Virgin Suicides - Billy Elliot - Björk – Selmasongs - Shaft - The Beach |
| British Single of the Year (präsentiert von David Ginola and Joely Richardson) | British Video of the Year (präsentiert von Graham Norton and Jane Horrocks) |
| - Robbie Williams – Rock DJ - All Saints – Pure Shores - Coldplay – Yellow - Craig David – 7 Days - David Gray – Babylon - Moloko – The Time Is Now - Sonique – It Feels So Good - Spiller – Groovejet (If This Ain't Love) - Sugababes – Overload - Toploader – Dancing in the Moonlight | - Robbie Williams – Rock DJ - All Saints – Pure Shores - Coldplay – Yellow - Craig David – 7 Days - Toploader – Dancing in the Moonlight - Jamelia – Money - Moloko – The Time Is Now - Sonique – It Feels So Good - Texas – In Demand - Travis – Coming Around |
| British Male Solo Artist (präsentiert von Geri Halliwell) | British Female Solo Artist (präsentiert von Jamie Oliver and Jules Oliver) |
| - Robbie Williams - Badly Drawn Boy - Fatboy Slim - David Gray - Craig David | - Sonique - Dido - Jamelia - Sade - PJ Harvey |
| British Group (präsentiert von Fay Ripley) | British Breakthrough Act (präsentiert von Pete Tong and Sara Cox) |
| - Coldplay - Moloko - Radiohead - Toploader - All Saints | - A1 - Artful Dodger - Coldplay - Craig David - Toploader |
| British Dance Act (präsentiert von Audley Harrison and Denise Lewis) | Best Pop Act (präsentiert von Cat Deeley) |
| - Fatboy Slim - Moloko - Craig David - Sonique - Artful Dodger | - Westlife - Britney Spears - Ronan Keating - S Club 7 - Steps |
| International Male Solo Artist (präsentiert von Elton John) | International Female Solo Artist (präsentiert von Donny Osmond and Helena Christensen) |
| - Eminem - Ricky Martin - Wyclef Jean - Ronan Keating - Sisqo | - Madonna - Pink - Kylie Minogue - Jill Scott - Britney Spears |
| International Group (präsentiert von Huey Morgan and Kylie Minogue) | International Breakthrough Act (präsentiert von Hear’Say) |
| - U2 - Santana - Westlife - Savage Garden - The Corrs | - Kelis - Pink - Westlife - Jill Scott - Lene Marlin |

### Outstanding Contribution to Music
- U2